# Список послов России в Южном Судане
В статье представлен список послов России в Южном Судане.
- 22 августа 2011 года — установлены дипломатические отношения. Дипломатические отношения со стороны Российской Федерации осуществляются через посольство в Уганде.

## Список послов
| Срок полномочий                  | Посол                           | Годы жизни | Вручение верительных грамот | Комментарии         |
| -------------------------------- | ------------------------------- | ---------- | --------------------------- | ------------------- |
| 18 июля 2013 — 29 января 2016    | Сергей Николаевич Шишкин        | 1950—2016  |                             | По совместительству |
| 3 октября 2016 — 1 сентября 2021 | Александр Дмитриевич Поляков    | род. 1959  | 13 марта 2017               | По совместительству |
| 4 октября 2021 — настоящее время | Владлен Станиславович Семиволос | род. 1961  | 9 февраля 2022              | По совместительству |